# آروید هولمبری
آروید هولمبری (انگلیسی: Arvid Holmberg؛ ۱۰ اکتبر ۱۸۸۶ – ۱۱ سپتامبر ۱۹۵۸) ژیمناست هنری اهل سوئد بود.
وی در مسابقات کشوری و بین‌المللی در مجموع برندهٔ ۱ مدال طلا شده‌است.